# Maturino Blanchet
Maturino Blanchet (nume complet: Angelo Maturino Blanchet; n. 3 martie 1892, Gressan – d. 9 noiembrie 1974, Saint-Pierre, Valle d'Aosta) a fost un episcop catolic italian, episcop al Diecezei de Aosta din 1946 până în 1968, precum și episcop titular al Diecezei de Limata din 1968 până în 1974.
El a participat la toate cele patru sesiuni ale Conciliului Vatican II.
Pe parcursul celor 22 de ani în care a fost episcop de Aosta, a înființat sau a reînființat 7 parohii și a consacrat 78 de noi preoți.
A murit la mănăstirea Saint-Jacquême din Saint-Pierre în 1974.

## Legături externe
- it  Site-ul oficial al Diecezei Aosta